# ヴァルター・フォン・デア・フォーゲルヴァイデ
ヴァルター・フォン・デア・フォーゲルヴァイデ（ドイツ語: Walther von der Vogelweide, 1170年頃 - 1230年頃）は、ドイツの叙情詩の詩人。中世ドイツにおける質量とも他の追随を許さない第一の抒情詩人、「ミンネゼンガー」（ドイツ語: Minnesänger）。中高ドイツ語によって宮廷恋愛歌（ミンネザング）、教訓詩、格言詩、政治詩、挽歌、宗教詩と多分野にわたって傑作を生みだし、長く後世に大きな影響を与えた。ゴットフリート・フォン・シュトラースブルクは『トリスタンとイゾルデ』において「歌人の群れの旗手となるべき人」「頭領」と讃えている。

## 生涯

### 出自
ヴァルター・フォン・デア・フォーゲルヴァイデの名は公的な文書を探しても見つからない。ただ一つの例外は、旅先でのパッサウ司教ヴォルフガーの勘定書に「Walthero cantori de Vogelweide pro pellicio .v. sol. longos（フォーゲルヴァイデの歌手ヴァルターへ　毛皮のコート代　5シリング）」と書かれていたことである。他の主な情報源は、彼自身の書いた詩と、同時代の詩人たちの作品に見られる言及や引用である。同時代の叙事詩人ヴォルフラム・フォン・エッシェンバッハには  'herre Vogelweide '（『ヴィレハルム』246,19、ハインツレ版）と 'herre ' (今日のドイツ語 'Herr '、英語の 'Sir 'に相当) をつけて呼ばれているが、それは、彼が貴族の出であることを意味するものではない。領主の家臣（ミニステリアーレ）ではあったかも知れない。作詞作曲演奏を生業とするドイツ最初のプロのアーティストであったことは、間違いがない。

### 出生地
ヴァルターの出生地は現在に至っても不明で、書かれた文書が少ないことから、正確に割り出すことは不可能である。名前も手掛かりにはなるかどうか微妙である。中世において、城や町の周辺に「フォーゲルヴァイデ」と呼ばれる場所は多く、そこは鷹狩りのための鷹や、家々のための鳴き鳥を捕まえておくところだった。
この点から、ヴァルターが広い地域で活動するのに、そういう名前を名乗っていたとは考えられない。なぜかというと、その名前が指し示すものはあまりに漠然としていて、役に立たないからである（普通、主人と旅する他の上流貴族や詩人は、彼らが何者か明らかにするため、所有するものか出身地を名乗っていた）。つまり、「フォーゲルヴァイデ」という名前は、その名前がその地域に一つしかない、あるいは比喩的に誰のことを言っているのかを理解してもらえる、狭い範囲でしか通じないわけである。
1974年、ヘルムート・ヘルナー（Helmut Hörner）は Rappottenstein の土地台帳の中の1556年の記載に、ある農家のことが „Vogelweidhof“ と書かれていることを突き止めた。この時期、そのあたりは Amt Traunstein に属していて、現在はシェーンバッハ（Schöbach、低地オーストリアのヴァルトフィアテル Waldviertel）という町の中にある。その存在は1911年にアロイス・プレッサーも言及していたが、正確な位置がどこかわからなかったので、注釈していなかった。ヘルナーは、今なお残っている Weid という農家がVogelweidhof であることを立証し、ヴァルターがヴァルトフィアテルの生まれであるという説を打ち出した。彼はその説を、1974年出版の800 Jahre Traunstein（『トラウンシュタイン800年』）の中に記したが、ヴァルター自身の „ze Ôsterrîche lernt ich singen unde sagen“（オーストリアで私は詩を吟じ、歌を歌うことを学んだ）という言説をも根拠とした。当時「オーストリア」とは、今日の「ウィーンを中心とし、ヴァルトフィアテルを含む低地オーストリア」をさしていたからである。
中世末期のマイスタージンガー（職匠歌人）の世界では、ヴァルターはマイスターゲザング（職匠歌）創始者の一人とみなされ、身分はボヘミア出身の Landherr（領主？）といわれる伝承があった。これもヴァルターのヴァルトフィアテル出身説を否定するものではない。なぜなら中世、ヴァルトフィアテルはオーストリア（今日の低地オーストリア）とボヘミアの境界と位置づけられていた（ラテン語で „versus Boemiam“、ドイツ語で „gegen Böhmen zu“)からだ。
この説に対して、ベルント・トゥム（de: Bernd Thum、1941-2018;　ドイツ、カールスルーエ大学教授）は1977年と1981年に強力な援護をした。トゥムはヴァルターの作品、特に「エレジー」「悲歌」(Alterselegie)として知られる、十字軍勧誘の歌を分析し、ヴァルターの出生地は当時の旅行ルートから遠く離れたところにあり、その地域の土地は開墾地だったと推論した。ヴァルターが自分の悲しみを„bereitet ist daz velt, verhouwen ist der walt“（自然の荒野は整えられて　森の樹々も伐り払われてある）〔村尾喜夫訳〕と吐露したことが、その根拠だった。
さらに1987年、ヴァルター・クロムファーと図書館員シャーロッテ・ツィーグラーが、ヴァルターはヴァルトフィアテルで生まれたに違いないと主張した。2人の研究の出発点となったのは「ヴァルター」という名前である。それがどうして彼の出生地と関係あるのかという疑問に対して、クロムファーは17世紀にツヴェットル修道院の修道士達が描いた古地図を示して反論した。その地図には „Walthers“ という村と„Vogelwaidt“ という野原が載っていて、関連のある家がその村に属することを示していた。やがて村はさびれてしまったようで、書き直されていたが、クロムファーはこの地域の所有権が「ヴァルター」なる人物に属していたと結論できると主張した。
一方、19世紀においては、フランツ・プファイファー（de:Franz Pfeiffer (Germanist), 1815–1868) が主張し始めた、南チロルのヴィップ渓谷説が広まっていた。イザルコ川のシュテルツィングの小さな町からそう離れていないところで、そこには „Vorder- und Hintervogelweide“ と呼ばれる森がある、というのがその根拠だった。しかし、これはヴァルターが何十年も生まれ故郷を訪れることがかなわなかったという嘆きと反するとされた。
その他、出生地としてスイス、ヴュルツブルク、フランクフルト等も取り沙汰われたことがある。ショルツ（Manfred Günter Scholz；1938-）は1999年に前書きを記した書物において「ヴァルターの生まれ故郷については確たることは言えない」（ ≫Sicherheit also ist in der Frage von Walthers Geburtsheimat nicht zu gewinnen. ≪ ）と慎重である。

### 師にしてライバル　ラインマル・フォン・ハーゲナウ
ヴァルターは若い頃、オーストリア公レオポルト 5 世のウィーンの宮廷で、有名なミンネゼンガー、ラインマル・フォン・ハーゲナウ（ドイツ語: Reinmar von Hagenau またはラインマル・デア・アルテ ドイツ語: Reinmar der Alte）の下で修行した。オーストリア宮廷で全盛を誇った師匠ラインマルの死について、後にヴァルターは、「勝れた才能」を発揮して「一日たりとも倦むことなしに婦人たちを称えた」、と追悼している。続いてヴァルターはオーストリア公フリードリヒ 1 世の庇護を受けた。彼にとっては最初のパトロンである。この時期は彼の人生の中で最も幸せだった時期で、彼は愉快でのびのびした恋愛叙情詩を生み出したが、1198年のフリードリヒ 1 世の死でそれは終わってしまった。
オーストリア公の位を継いだのはフリードリヒ 1 世の弟レオポルト（6世）であった。ヴァルターはその騎士叙任式（1200年）あるいは結婚式の祝い（1203年）に際しての、新しい公の大盤振る舞いを歌っている。しかし、レオポルト 6 世はヴァルターを（長く）厚遇しなかったようで、「オースタリー公の施しは / 心地よく降る慈雨のように / 人をも国をもよろこばせている（が）」、「仕合せの門は閉ざされて / 孤児のごとくその前に私は一人で立っている」と嘆いている。

### 激動の時代の政治詩
ウィーン宮廷を後にしたヴァルターは様々な王侯のために歌を作り歌った。ヴァルターはある詩（L. 31,13）の冒頭で「セイヌからムールまでを私はよく見た、ポーからトラーベまでの人々の暮らし方もよく知っている」（村尾訳）と歌っている。この河川名がヴァルターの旅行の実際の範囲を示すものとすれば、「セイヌ」（Seine）はフランスのセーヌ川で西の境界、「ポー」（Pfât, Phât）はイタリアのポー川 で南の境界を表わしていることは明かである。「ムール」（Muore）がグラーツ等を流れるシュタイアーマルクのムール川（die Mur）で東の境界、「トラーベ」（Trabe）はリューベックの近くを流れるトラーヴェ川（die Trave）で北の境界を表していると思われる。もっとも、詩人がこの詩の冒頭で4河川を挙げたのは、自分は様々な地方の人情に通じている、と言うための修辞的表現かもしれないが、聴衆には4河川とも馴染みのものであったと推測される。
王侯との関わりにおいて、後世への影響の観点から最も重要なのは、テューリンゲン方伯ヘルマン1世の宮廷に滞在したことであろう。ある詩（L. 35,7）においては、「私はお気前の良い方伯の家臣」（村尾訳）とその幸福感を素直に表明している。1207年ヴァルトブルク城での歌合戦にヴォルフラム・フォン・エッシェンバッハらと共に参加していたとされる伝説は、リヒャルト・ワーグナーのオペラ「タンホイザー」にもつながっていく。また、マイセン辺境伯ディートリヒのためにも称賛の歌を歌った。ケルンテン公ベルンハルト2世（Bernhard II., Herzog  von Kärnten; 在位1206年-1256年）とその宮廷人に対する不満を表す詩（L. 32,17とL. 32,27）も残されている。その他に、日本においてもよく知られている「世界遺産　ロマンティック・ライン　ライン渓谷中流上部」の「ねこ城」（Burg Katz）こと「ノイカッツェンエルンボーゲン」（Neukatzenelnbogen）城と関係の深いカッツェンエルンボーゲン伯（Graf von Katzenelnbogen）に宛てた歌もある。
ヴァルターの政治詩は政治的混乱期の政争に深く関わる作品である。1197年9月28日のホーエンシュタウフェン家出身の神聖ローマ皇帝ハインリヒ6世の死が、神聖ローマ帝国とローマ教皇の間に決定的な亀裂をもたらした時、ヴァルターは前者の側に立ち、後者に対して痛烈な攻撃を行った。
ハインリヒ6世の死後、ドイツ諸侯はその3歳の息子フリードリヒ（1194年 - 1250年、後の神聖ローマ皇帝フリードリヒ2世）をローマ王（ドイツ王）に選出したが、教皇が承認しなかったため、王位をめぐってホーエンシュタウフェン家出身のフィリップ・フォン・シュヴァーベン（1176年 - 1208年；ハインリヒ6世の弟）とヴェルフェン家出身のオットー・フォン・ブラウンシュヴァイク（1177年 - 1218年；後の神聖ローマ皇帝オットー4世）が争い、帝国は荒廃した。フィリップは、1198年3月8日にローマ王（ドイツ王）に選ばれ、9月8日にはマインツで戴冠式が行われたが、ヴァルターはその間、フィリップ支持の歌を歌った 。しかし、1208年6月21日、フィリップが暗殺されてしまう。1208年11月11日、オットーはフランクフルトにおいて満場一致で国王に選出され、1209年9月27日、サンピエトロ寺院で教皇によって皇帝の戴冠を受ける。ヴァルターはローマからドイツに帰還するオットーに皇帝と呼びかけて歓迎する。その後、期待を裏切られたと感じた教皇は1210年11月11日オットーを破門する。ヴァルターはこの態度を非難して、教皇の口には二枚舌があると歌う。教皇が1213年に十字軍のために教会に置かせた献金箱については、ドイツ人の富を集めて教皇と教皇庁を豊かにする装置と非難する歌（L. 34,4とL. 34,14）を歌っている。オットー4世は1214年のブーヴィーヌの戦いにおいて惨敗する。ヴァルターはその後、フリードリヒ2世のために歌う。もっとも、このようなヴァルターの態度は「変節」ととるべきではなく、「王位・皇帝位を目指す者を支持する諸侯間の合従連衡の激変が反映しているだけ」（≫In Walthers Verhalten spiegelt sich nur der rasche Wechsel der Fürstenkoalitionen, von denen die Bewerber um die Krone unterstützt wurden. ≪）と見なすべきである。皇帝と教皇が対立した際ヴァルターは教皇批判の立場を貫いたが、アクイレイアの司教座教会参事会会員トマズィン・フォン・ツェルクレーレ（Thomasin von Zerklaere, Tomasinus de Cerklara）は『異国の客』（Der Welsche Gast, Der Wälsche Gast）（1215/16年）において、ヴァルターは教皇批判の歌で「千人もの人々を混乱させた」（≫… tûsent man betoeret hât. ≪）と非難している。ドイツ諸侯の宮廷でのヴァルターの影響の大きさを物語る証言と言えよう。
やがて、ヴァルターの才能と帝国への熱意を新皇帝フリードリヒ2世が認めるにいたり、フランケン地方の小さな封土（「その価値は微々たるもの」と彼は不満だったが）を賜り、彼は長年欲していた定住の地を得ることができた。フリードリヒ2世が彼を息子ハインリヒの教育者にしたかどうかは不明であるが、ヴァルターはハインリヒの教育者として（あるいは、それとしての作中主体の立場で）、「野生のままで育った子　お前は少しも素直ではない ...（お前の教育は）お手上げだ」と歌った（L. 101,23）ほか、ハインリヒの離婚の動きに関わる歌（L. 102,1）も作詞している。

### 晩年

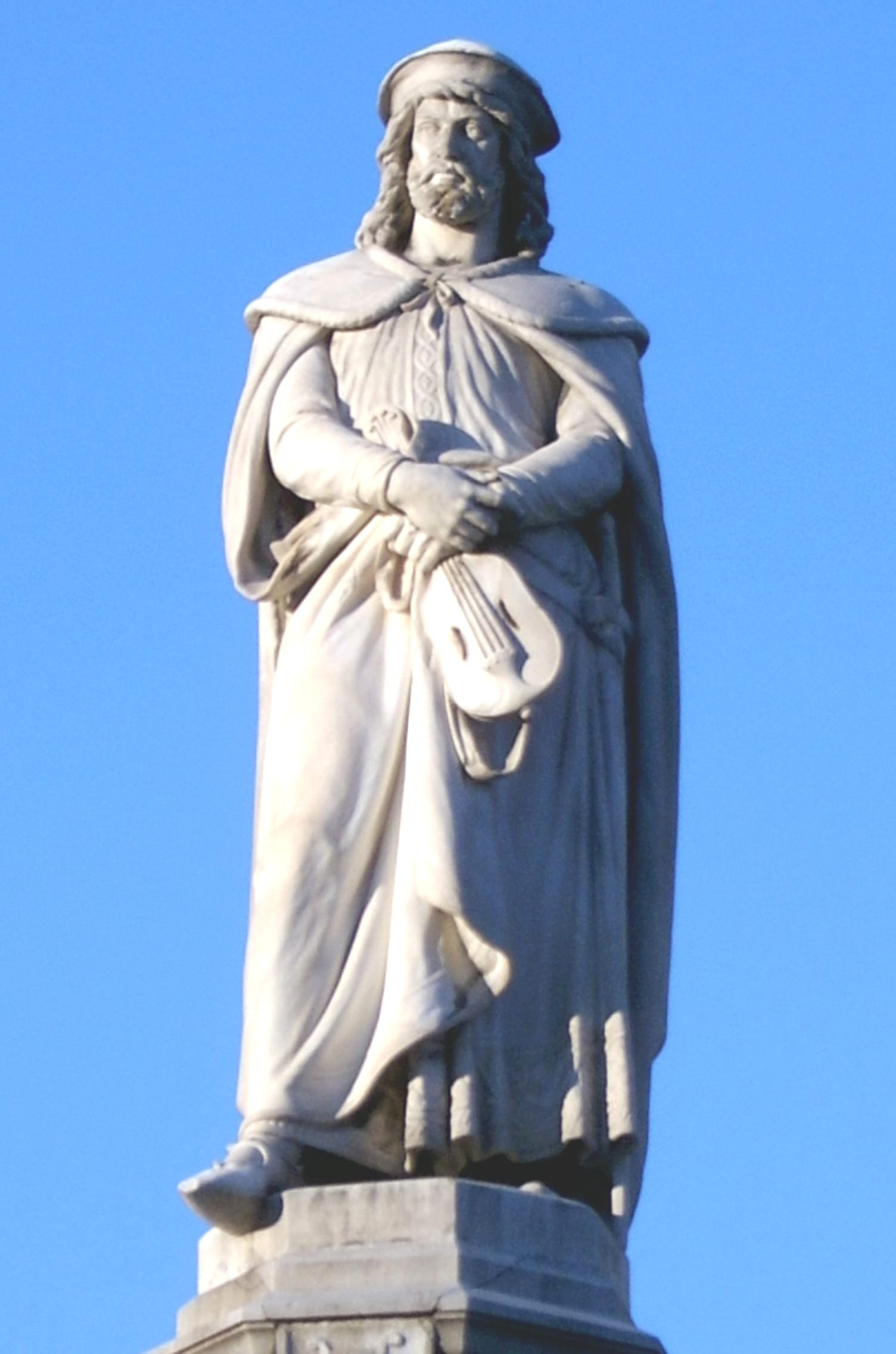
ボルツァーノのヴァルター像

1217年にはウィーンに、1219年には第5回十字軍から帰還したレオポルト6世のところに移った。1224年にはヴュルツブルク近郊に封土を得て、そこに住んでいたと見られている。ヴァルターはドイツの王子達に1228年の第6回十字軍に参加するよう働きかけ、少なくともチロルあたりまで十字軍に随行した。美しく感傷的な詩の中で、彼は幼児期のことを思いだし、それに較べると今の生活は夢を見ているようだと、その境遇の変化を活写している。「最晩年の詩では、自分の芸術の不朽の価値を世人が高く評価することをもとめる立場と、歌人としての現世の身過ぎを愚かしいとする反省が交錯し」（高津）ている。
ヴァルターは1230年に亡くなり、遺体はヴュルツブルクに埋葬された。ある伝説によれば、鳥達が毎日彼の墓で餌をついばむことになるようにとの遺言を残したと言われている。墓碑にはラテン語の銘が刻まれていたらしい。それを記念して設置された石棺状の石が、ヴュルツブルク大聖堂に隣接するノイミュンスター (Neumünster) 教会の 'Lusamgärtlein' （標準語で'Lustgärtlein'「遊歩庭園」）と呼ばれる庭に存在する。ヴュルツブルク市内には他に、世界文化遺産レジデンツ (Residenz) 正面入り口にある噴水「フランコニアの泉」('Frankonia-Brunnen') に、ヴァルター像がある。また、ボルツァーノにも美しいヴァルターの像がある（1877年除幕）。

## 評価
宗教的な長大詩ライヒ（Leich）の他、約500詩節（Strophe）の詩歌が彼の作品として伝わっているが、そのうちの約2/3が恋愛叙情詩（Minnelyrik）、1/4強が歌謡格言詩（Sangspruchdichtung）、約7％が宗教詩（religiöse Lyrik）である。彼はそれらのどの分野においても革新的（innovativ）であった。
ヴァルターの政治詩に対する歴史的な関心は高い。19世紀から20世紀初頭のドイツ人批評家達は、中世の愛国的な詩の中に、彼ら自身の帝国への憧れと教皇への嫌悪を反映させ、その功績を少なからず誇張したりもした。しかし一般的に、彼の詩でより永遠性があると考えられているのは、恋愛を扱った詩であり、それが今日の「我等が歌のマイスター」という称賛をもたらしたといえよう。もちろん、作品の出来にはムラがある。悪いものは、弟子たちの退屈な紋切り型な詩以上のものではない。逆に良いものは、自然で、魅力的で、流暢で、ライバルたちが真似しようとしてもできなかったほどである。
彼の初期の詩は生きる喜びに、自然への情感に、愛への賛美に満ちている。大胆なことに、愛は高貴な生まれで身についたしきたりをも超越し、「女性」と「淑女」との優位性すら逆転する。彼の詩で最も美しいといわれる『菩提樹の下で（Under der linden）』は、どこにでもいる一人の少女の立場から歌われたものである。初期の喜びに溢れた詩の中にも、ある程度のシリアスさは見られたが、それは年を経るごとに顕著になっていく。宗教的で教訓的な詩が頻繁になってくるのだ。愛の賞賛は、政治不安に動揺してあやふやなものになってしまった道徳的規範への抗議に変わる。
彼の姿勢は一貫して健全で良識があったと考えられている。十字軍勧説の歌を作る一方で、「キリスト教徒もユダヤ人も異教徒も、世の中のありとあらゆる不思議なものを養い給う御方に仕えている」〔村尾喜夫訳〕（im dienent kristen, juden unde heiden,/der elliu lebenden wunder nert; L. 22,16/17）と歌っている。
ヴァルターは「偽りの愛」を痛烈に非難し、一方で「愛は罪なり」と主張する人々を軽蔑した。禁欲的な規範と乱れきった道徳に満ちたその時代、彼は騎士道精神に鼓舞された信条を訴えたが、それと一致するものは、ありきたりなものですら存在しなかった。「Swer guotes wîbes liebe hât/Der schamt sich ieder missetât（良き女性に愛される者は、どのような悪行をも恥じる）」。
とにかくヴァルターの詩は、ただの芸術的天才ではなく、精力的で、情熱的で、大変に人間的かつ愛らしかった人物だったということを、我々に伝えてくれる。

## 受容・影響
同時代の詩人ザンクトガレンの内膳頭（ないぜんのかみ）ウルリヒ・フォン・ジンゲンブルク（Ulrich von Singenburg, der Truchsess von Sankt Gallen；1209年から1228年まで史料あり）はヴァルターを「我等の歌の師匠」（unsers sanges meister）と呼び、「世の人々に多くを教えた」（swaz er ê der welte erkande）と追悼している。ヴァルター・フォン・デア・フォーゲルヴァイデの後世への影響は計り知れない。その名声は中世を通じて高く、ルネサンス期、バロック期にも忘れられることはなかった。13世紀後半から14世紀初頭にかけて活躍した、「言葉の錬金術師とも言うべき」格言詩の遍歴歌人、フラウエンロープはヴァルターの「広く深い思考法と多彩な詩作法」を踏襲した。ハンス・ザックスに代表される職匠歌人（マイスタージンガー）の世界では、ヴォルフラム・フォン・エッシェンバッハ、フラウエンロープらとともに ’die 12 alten Meister’（「十二先師」）の一人として崇められ、一連のヴァルターの調べ（Ton）に彼らは新しい歌詞をのせた。「啓蒙主義時代末期から、とりわけロマン派時代に「中世」が再発見されたとき、ヴァルターはドイツ人にとって特別な役割をはたした。当時ドイツ語圏は英仏とは異なり無数の小国にわかれ、市民には政治的権利が認められていなかった。中世は過ぎ去った栄光の時代とされ、ヴァルターはこの栄光の告知者、中世の国民詩人とみなされた」。
リヒャルト・ワーグナーは16世紀のニュルンベルクを舞台に展開する歌劇「ニュルンベルクのマイスタージンガー」を制作したが、副主人公として騎士ヴァルターを登場させている。彼はニュルンベルクでのマイスタージンガーの歌くらべに参加して優勝し、親方の一人ポーグナーの一人娘と結婚することができるのだが、どのマイスターの弟子として歌を学んだかとの問いに対して、自分はヴァルター・フォン・デア・フォーゲルヴァイデの作品を伝える書物によって歌を学んだと答えている。
ドイツの女性を挙措と容姿に優れ、男子を教養高いと褒め称えたいわゆる「讃歌」（Preislied）は、1922年から1945年までドイツ国歌として歌われた歌詞に影響を与えた。
20世紀後半には de:Liedermacher（ドイツ語圏のシンガーソングライター）たちに注目され、Joanaや de:Franz Josef Degenhardt らのシンガーソングライター、そしてロックバンド “ de:Ougenweide“ やフォーク・ロックバンド “Emma Myldenberger“ 、さらに詩人de:Peter Rühmkorfらに大きな影響を与えた。また、イタリアの有名なシンガーソングライター（cantautore）en:Angelo Branduardi はヴァルターのもっとも有名な「ぼだい樹の木かげ」（Under der linden）をイタリア語と英語で翻案して歌った。

## 日本語訳・参考文献
- 相良守峯編『ドイツ詩集』角川文庫、 1952年。「フォーゲルワイデ篇」（相良守峯訳）として3編の歌が掲載されている。
- 『世界詩人全集 第1巻：中世・ルネサンス・古典派詩集』（吉田健一 [ほか] 譯) 河出書房、 1955年。「ドイツ詩篇(ヴァルター・フォン・デル・フォーゲルヴァイデ他著)」が掲載されている。
- 石川敬三訳　「ワルター　詩集」(Gedichte)：訳者代表　呉茂一・高津春繁『世界名詩集大成　①古代・中世編』平凡社、1960年、289-305頁に23篇の格言詩と15篇の歌、計38篇が掲載されている。
- 村尾喜夫訳注　『ワルターの詩』（Die Sprüche und der Leich Walthers von der Vogelweide）三修社、1969年（192行に及ぶ聖母マリアを賛美するライヒ1篇と格言詩全114篇の対訳と諸家の注の抜粋。注はドイツ語）
- 村尾喜夫訳注　『ワルターの歌』（Die Lieder Walthers von der Vogelweide）三修社、1989年（対訳と詳しい注）
- 山田泰完訳著　『ヴァルター・フォン・デァ・フォーゲルヴァイデ　愛の歌』大学書林、1986年（対訳と注）
- ヴェルナー・ホフマン・石井道子・岸谷敞子・柳井尚子訳著『ミンネザング（ドイツ中世恋愛抒情詩撰集）』大学書林、2001年  ISBN 4-475-00919-7. C 0084. ‘Walther von der Vogelweide’ は104-141頁（8篇の対訳と注）
- 高津春久編訳『ミンネザング（ドイツ中世叙情詩集）』郁文堂、1978年　0097-71730-0312. ヴァルターの17篇の歌・格言詩の翻訳と詳しい解説。この訳書は、「郁文堂・中世ドイツ文学叢書」第3巻、日本図書館協会選定図書
- 伊東泰治編著『Deutsche Lyrik des Mittelalters（中世ドイツ抒情詩選）』南江堂（1973） にはヴァルターの6編の詩の原文・現代ドイツ語対訳（132頁に“Allerêrst lebe ich mir werde“[L. 14,38-]の楽譜）が含まれている。
- 松村国隆 『オーストリア中世歌謡の伝統と革新：ヴァルター・フォン・デァ・フォーゲルヴァイデを中心に』水声社、1995年
- 尾野照治 『中世ドイツ再発見』近代文芸社、1998年．ISBN 4-7733-6254-5 C 0095. (第8章　中世盛期最大の叙情詩人ヴァルターの政治詩「帝国の調べ」と「オットーの調べ」208-247頁)
- 岡田朝雄・リンケ珠子『ドイツ文学案内』朝日出版社、1979年、増補改訂 2000年（ヴァルターについては134-135頁に記されている）
- 中島悠爾編「日本における中世文学研究文献（II）」：日本独文学会『ドイツ文学』64号（1980.3）所収。161-163頁にヴァルターについての、1936-1978年発表の雑誌・紀要論文37編が記されている。
- フリードリヒ・フォン・ラウマー『騎士の時代　ドイツ中世の王家の興亡』（柳井尚子訳）法政大学出版局（叢書・ウニベルシタス386）1992年 ISBN 4-588-00386-0　C1322

## 作品
- Der Azeton - eLibrary Austria (elib austria etxt in German)
- Der Bognerton - eLibrary Austria (elib austria etxt in German)
- Der Erste Phillipston - eLibrary Austria (elib austria etxt in German)
- Der Keiser als Spileman - eLibrary Austria (elib austria etxt in German)
- Der Kaiser Friedrichs und Engelbertston - eLibrary Austria (elib austria etxt in German)
- Der Koenig Friedrichston - eLibrary Austria (elib austria etxt in German)
- Der Koenig Heinrichston - eLibrary Austria (elib austria etxt in German)
- Der Leich - eLibrary Austria (elib austria etxt in German)
- Der Leopoldston - eLibrary Austria (elib austria etxt in German)
- Der Meisnerton - eLibrary Austria (elib austria etxt in German)
- Der Ottenton - eLibrary Austria (elib austria etxt in German)
- Der Reichston um 1200 - eLibrary Austria (elib austria etxt in German)
- Der Unmutston - eLibrary Austria (elib austria etxt in German)
- Der Wiener Hofton - eLibrary Austria (elib austria etxt in German)
- Der Zweite Phillipston - eLibrary Austria (elib austria etxt in German)
- Fruehe Lieder bis 1198 - eLibrary Austria (elib austria etxt in German)
- Ich sach mit mînen ougen - eLibrary Austria (elib austria etxt in German)
- Ich saz ûf einem Steine - eLibrary Austria (elib austria etxt in German)
- Ir sult sprechen willekomen - eLibrary Austria (elib austria etxt in German)
- Lieder bis 1203 - eLibrary Austria (elib austria etxt in German)
- Lieder bis 1205 - eLibrary Austria (elib austria etxt in German)
- Lieder bis 1220 - eLibrary Austria (elib austria etxt in German)
- Lieder der neuen Minne - eLibrary Austria (elib austria etxt in German)
- Maedchenlieder - eLibrary Austria (elib austria etxt in German)
- Spaete Lieder  - eLibrary Austria (elib austria etxt in German)
- https://gutenberg.spiegel.de/autor/-walther-von-der-vogelweide-622
- Walther_von_der_Vogelweide, Die Gedichte. Herausgegeben von Hermann Paul. Nach der 6-8. Auflage besorgt von Albert Leitzmann. In 9. durchgesehener Auflage besorgt von Hugo Kuhn. Tübingen: Niemeyer 1959 (=ATB 1)
- Die Lieder Walthers_von_der_Vogelweide. Unter Beifügung erhaltener und erschlossener Melodien neu herausgegeben von Friedrich Maurer. 1. Bändchen. Die religiösen und die politischen Lieder. 2. verbesserte Auflage. Tübingen: Niemeyer 1960 (=ATB 43)
- Die Lieder Walthers_von_der_Vogelweide. Unter Beifügung erhaltener und erschlossener Melodien neu herausgegeben von Friedrich Maurer. 2. Bändchen. Die Liebeslieder. 2., verbesserte Auflage. Tübingen: Niemeyer 1962 (=ATB 47)
- Friedrich Maurer, Die politischen Lieder Walthers_von_der_Vogelweide. Zweite Auflage. Tübingen: Niemeyer 1964
- Joerg Schaefer, Walther von der Vogelweide. Werke. Wissenschaftliche Buchgesellschaft, Darmstadt 1972 (ISBN 3-534-03516-X)
- Walther von der Vogelweide, Sprüche/Lieder/Der Leich. Urtext/Prosaübertragung. Herausgegeben und übersetzt von Paul Stapf. Berlin/Darmstadt: Tempel-Verlag 1955/63
- Hans Böhm, Die Gedichte Walthers von der Vogelweide. Urtext mit Prosaübersetzung. Berlin: de Gruyter 1964
- Walther von der Vogelweide, Die Gedichte. Mittelhochdeutscher Text und Übertragung. Ausgewählt, übersetzt und mit einem Kommentar versehen von Peter Wapnewski. Frankfurt a.M./Hamburg: Fischer Bücherei 1962,...

- 『中世ドイツ騎士歌人たちの愛の歌と格言詩』(Minnesang und Spruchdichtung um 1200-1320), 古代音楽合奏団（de:Studio der frühen Musik）演奏. LP Teldec „Telefunken-Decca“ 1966, 日本発売元・キングレコード1969に「ゲルハルト・アーツェ殿が私の馬を」(Mir hât hêr Gêrhart Atze ein pfert[L.104,7-22];Swâ guoter hande wurzen sint[L.103,13-28]; Uns irret einer hande diet[L.103,29-104,6])、「荒れ地の菩提樹の木蔭に」(Under der linden[L. 39,11-40,18])、「いまぞはじめて生き甲斐の」(Allerêrst lebe ich mir werde)[L. 14,38-16,35; Str. IV/Vは省略])が収録されている。

- de:Bärengässlin, Frau Welt, ich hab von dir getrunken. Walther von der Vogelweide. LP. pläne, Dortmund 1980. Wiederveröffentlichung: CD. pläne, Dortmund 2002.

### 「わるい時世」（岩に腰かけ）
Ich saz ûf eime steine

Ich saz ûf eime steine,
und dahte bein mit beine:
dar ûf satzt ich den ellenbogen:
ich hete in mîne hant gesmogen
daz kinne und ein mîn wange.
dô dâhte ich mir vil ange,
wie man zer welte solte leben:
deheinen rât kond ich gegeben,
wie man driu dinc erwurbe,
der keines niht verdurbe.
diu zwei sint êre und varnde guot,
daz dicke ein ander schaden tuot:
daz dritte ist gotes hulde,
der zweier übergulde.
die wolte ich gerne in einen schrîn.  
jâ leider desn mac niht gesîn,
daz guot und weltlich êre
und gotes hulde mêre
zesamene in ein herze komen.
stîg unde wege sint in benomen:
untriuwe ist in der sâze,
gewalt vert ûf der strâze:
fride unde reht sint sêre wunt.
diu driu enhabent geleites niht, diu zwei enwerden ê gesunt.

わるい時世（石川敬三訳）

岩に腰かけ
脚をくみ
その上に肘をばついて
頤と片頬を
手のひらにうずめ
わたしは　一心不乱に考えた、
いかにこの世を生くべきかと。
その一つをも失うことなく
三つのものを手に入れるには　いかにすべきか、
思案は容易に浮かばなかった。
その二つは　名誉と　はかない富で、
互いに損い合うもの。
残る一つは　神の恩寵で、
さきの二つに　まさるもの。
そのすべてをば　ひとつはこに入れたいのだが、
富と俗世の名望と
そのうえ神の恩寵までが
ひとつの胸に入ろうなどとは
とてもの事にならぬ相談。
道はせかれ
不実が待ち受け
無法が横行して
平和と正義は深い傷。
この二つが癒えぬ限り、かの三つには護衛がないのだ。

## 参照

### 現代
- Graeme Dunphy (trans.). Walther von der Vogelweide - selected poems

### それ以前
- The Gedichte were edited by Karl Lachmann (1827). This edition of the great scholar was re-edited by M. Haupt (3rd ed., 1853).
- Walther v. d. Vogelweide, edited by de:Franz Pfeiffer, with introduction and notes (4th edition, by Karl Bartsch, Leipzig, 1873). Glossarium zu d. Gedichten Walther's, nebste. Reimverzeichnis, by CA Hornig (Quedlinburg, 1844).
- There are translations into modern German by B Obermann (1886), and into English verse Selected poems of Walter van der Vogelweide by W Alison Phillips, with introduction and notes (London, 1896).
- The poem Unter der Linden, not included in the latter, was freely translated by TL Beddoes (Works, 1890), more closely by WA Phillips in the Nineteenth Century for July 1896 (ccxxxiii. p. 70).
- Leben u. Dichten Walthers von der Vogelweide, by Wilhelm Wilmanns (Bonn, 1882), is a valuable critical study of the poet's life and works.
- Thomas Bein: Walther von der Vogelweide. Stuttgart: Reclam (Universal-Bibliothek; Nr. 17601: Literaturstudium) 1997. ISBN 3-15-017601-8.
- Kurt Herbert Halbach: Walther von der Vogelweide. Stuttgart: Metzler (Sammlung Metzler 40) 1965.
- Friedrich Maurer: Die politischen Lieder Walthers von der Vogelweide. Tübingen: Niemeyer 1964
- Die Lieder Walthers von der Vogelweide. Unter Beifügung erhaltener und erschlossener Melodien neu herausgegeben von Friedrich Maurer. 1.Bändchen. Die religiösen und die   politischen Lieder. Tübingen: Niemeyer 2. Auflage 1960 (=Altdeutsche Textbibliothek Band 43)
- Die Lieder Walthers von der Vogelweide. Unter Beifügung erhaltener und erschlossener Melodien neu herausgegeben von Friedrich Maurer. 2.Bändchen. Die Liebeslieder. Tübingen: Niemeyer 2. Auflage 1962 (=Altdeutsche Textbibliothek Band 47)
- この記事にはアメリカ合衆国内で著作権が消滅した次の百科事典本文を含む: Chisholm, Hugh, ed. (1911). “Walther von der Vogelweide”. Encyclopædia Britannica (英語). Vol. 28 (11th ed.). Cambridge University Press. p. 299-300.